# Krystyna Niesiobędzka
Krystyna Niesiobędzka – polska chemik, doktor habilitowany nauk inżynieryjno-technicznych. Specjalizuje się w chemii środowiska. Adiunkt na Wydziale Instalacji Budowlanych, Hydrotechniki i Inżynierii Środowiska Politechniki Warszawskiej oraz profesor uczelni na Wydziale Inżynierii i Ekonomii Państwowej Uczelni Zawodowej w Ciechanowie.

## Życiorys
Studia z chemii podstawowej i stosowanej ukończyła na Uniwersytecie Warszawskim w 1983. Po studiach przez kilka lat pracowała w Ciechanowie (w Samodzielnej Pracowni Badań i Kontroli Środowiska, jako nauczyciel chemii oraz w Wojewódzkiej Stacji Sanitarno-Epidemiologicznej). W 1989 rozpoczęła pracę na Wydziale Inżynierii Środowiska Politechniki Warszawskiej, gdzie w 1997 uzyskała stopień doktorski na podstawie pracy pt. Właściwości gleb jako czynniki determinujące migrację radionuklidu 137 Cs w relacji gleba-szata roślinna na przykładzie obszarów północno-wschodniej Polski (promotorem pracy był prof. Zbigniew Szperliński). 
Poza pracą na Politechnice Warszawskiej przez pięć lat (1998-2003) była prodziekanem Wydziału Ochrony Środowiska Wyższej Szkoły Humanistycznej w Pułtusku. Od 2003 wykłada także na Wydziale Inżynierii i Ekonomii Państwowej Wyższej Szkoły Zawodowej w Ciechanowie. Habilitowała się w 2019 na podstawie oceny dorobku naukowego i rozprawy Mobilność i biodostępność wybranych metali w ekosystemach trawiastych. Pracuje jako adiunkt w Zakładzie Informatyki i Badań Jakości Środowiska Wydziału Instalacji Budowlanych, Hydrotechniki i Inżynierii Środowiska Politechniki Warszawskiej.
Artykuły publikowała m.in. w takich czasopismach jak: „Polish Journal of Environmental Studies", „Chemia i Inżynieria Ekologiczna" oraz „Ochrona Środowiska i Zasobów Naturalnych".
Należy do International Union of Radioecology oraz Polskiego Towarzystwa Badań Radiacyjnych im. Marii Skłodowskiej-Curie.